# Toros del Este
Los Toros del Este (anteriormente Azucareros del Este) es un equipo de béisbol profesional de la Liga de Béisbol Profesional de la República Dominicana (LIDOM) establecido en 1983. Con base en la ciudad oriental de La Romana, República Dominicana, los Toros han ganado tres series de campeonato en su historia, ganando el título en 1994-95, 2010-11, 2019-20.

## Historia
Tras la inauguración del Estadio Francisco Micheli en 1979 en la ciudad La Romana, se propone la idea de crear un equipo que representara la ciudad, y ya para 1983 se materializa la idea y se fundan dos equipos Caimanes del Sur que representaría a San Cristóbal y Azucareros Béisbol Club, este último se pasaría a llamar poco después Azucareros del Este (también conocidos como "Toros") para representar a La Romana.
Las temporadas de mejor rendimiento de los Toros del Este fueron 1984-1985, 1992-1993, donde lograron ir a series finales, siendo derrotados en cinco partidos por los Tigres del Licey y las Águilas Cibaeñas. El equipo ganó su primer título nacional en la temporada 1994-1995 venciendo a las Águilas Cibaeñas, y volvió a coronarse campeón en la temporada 2010-2011 frente a las Estrellas Orientales por barrida 5 - 0, en una Serie Final sin precedentes llamada la "Serie de la Caña", debido a que por vez primera se enfrentaban en una Serie Final los dos equipos del Este de la República Dominicana. Esta serie final también fue sin precedentes porque fue la primera vez que no estaba en las finales ninguno de los tres llamados "equipos grandes" de la República Dominicana (Tigres del Licey, Águilas Cibaeñas y Leones del Escogido).
El 28 de enero de 2020 los Toros vencieron a los Tigres del Licey en una Serie Final de 5 - 3, el juego 8 terminó  7 carreras por 1, siendo este el tercer campeonato de la franquicia, el octavo juego se jugó en el Estadio Quisqueya de Santo Domingo.

## Roster temporada 2024-25
- Actualizado el 28 de agosto de 2024.[2]

## Números retirados
| Esteban Germán 2000-2014 IF, OF | Domingo Ramos 1991-2000 IF | Eddy Garabito 2000-2010 IF | Andújar Cedeño 1988-2000 IF | Domingo Cedeño 1991-2002 IF | Julian Yan 1987-2001 1B |